# 580e Volksgrenadierdivisie
De 580e Volksgrenadierdivisie (Duits: 580. Volksgrenadier-Division) was een Duitse infanteriedivisie tijdens de Tweede Wereldoorlog. De divisie werd opgericht en alweer opgeheven voor de oprichting compleet en afgesloten was.

## Geschiedenis
De 580e Volksgrenadierdivisie werd opgericht op 26 augustus 1944 in Gruppe (huidig Grupa) in West-Pruisen door Wehrkreis XX als onderdeel van de 32. Welle uit resten van de vernietigde 276e Infanteriedivisie. Echter, alvorens de oprichting afgesloten was, werd de divisie al op 4 september 1944 omgedoopt in de 276e Volksgrenadierdivisie. 

## Commandanten
| Rang | Naam | Begin            | Eind             |
| ---- | ---- | ---------------- | ---------------- |
|      | ??   | 26 augustus 1944 | 4 september 1944 |

## Samenstelling
- Grenadier-Regiment 1198
- Grenadier-Regiment 1199
- Grenadier-Regiment 1200
- Artillerie-Regiment 1580
- Divisie-eenheden 1580